# 714e division d'infanterie
La 714e division d'infanterie (en allemand : 714. Infanterie-Division ou 714. ID) qui deviendra la  114e division de Chasseurs (en allemand : 114. Jäger-Division) est une des divisions d'infanterie de l'armée allemande (Wehrmacht) durant la Seconde Guerre mondiale.

## Historique
La 714e division d'infanterie est formée comme division de place le 1er mai 1941 dans le Wehrkreis I en tant qu'élément de la 15e vague de mobilisation.
Elle est transférée en Yougoslavie en mai 1941 où elle prend part à des opérations de sécurité et de luttes anti-partisannes.
Le 1er avril 1943, elle est réorganisée et renommée 114. Jäger-Division.
L'unité prend part aux opérations anti-partisans en Croatie.
Elle est détruite en Italie en avril 1945.

## Organisation

### Commandants
714e division d'infanterie
| Date                               | Grade                      | Commandant      |
| ---------------------------------- | -------------------------- | --------------- |
| 2 mai 1941 - 31 décembre 1942      | Generalleutnant            | Friedrich Stahl |
| 1er janvier 1943 - 20 février 1943 | Generalleutnant            | Josef Reichert  |
| 20 février 1943 - 1er avril 1943   | General der Gebirgstruppen | Karl Eglseer    |

114e division de chasseurs
| Date                             | Grade                      | Commandant          |
| -------------------------------- | -------------------------- | ------------------- |
| ? avril 1943 - 1er décembre 1943 | General der Gebirgstruppen | Karl Eglseer        |
| 1er décembre 1943 - 19 mai 1944  | Generalleutnant            | Alexander Bourquin  |
| 19 mai 1944 - 19 juillet 1944    | Generalleutnant            | Dr. Hans Bölsen     |
| 19 juillet 1944 - 15 avril 1945  | Generalmajor               | Hans-Joachim Ehlert |
| 15 avril 1945 - 23 avril 1945    | Generalmajor               | Martin Strahammer   |

### Officiers d'opérations (Generalstabsoffiziere (Ia))
714e division d'infanterie
114e division de chasseurs
| Date                         | Grade          | Commandant            |
| ---------------------------- | -------------- | --------------------- |
| 10 juin 1943 - 20 avril 1945 | Oberstleutnant | Gottfried Annuss      |
| 20 avril 1945 - ? 1945       | ?              | Vitzthum von Eckstädt |

## Théâtres d'opérations
714e division d'infanterie
- Allemagne : Mai 1941 - Mai 1941
- Serbie et Croatie : Mai 1941 - Avril 1943
  - Opérations anti-partisans en Croatie
  - Opération Süd-Kroatien I
  - Bataille de Kozara
  - Opération Fruška Gora

114e division de chasseurs
- Yougoslavie : 
  - Avril 1943 - Janvier 1944 : Opérations anti-partisans en Croatie
  - Opération Delphin
- Italie : Janvier 1944 - Avril 1945

## Ordre de bataille
714e division d'infanterie en 1941
- Infanterie-Regiment 721
- Infanterie-Regiment 741
- Artillerie-Abteilung 661
- Pionier-Kompanie 714
- Nachrichten-Kompanie 714
- Versorgungseinheiten 714

714e division d'infanterie en 1942
- Grenadier-Regiment 721
- Grenadier-Regiment 741
- Artillerie-Abteilung 661
- Pionier-Kompanie 714
- Nachrichten-Kompanie 714
- Versorgungseinheiten 714

114e division de chasseurs en 1943
- Jäger-Regiment 721
- Jäger-Regiment 741
- Aufklärungs-Abteilung 114
- Artillerie-Regiment 661
- Pionier-Bataillon 114
- Panzerjäger-Abteilung 114
- Nachrichten-Abteilung 114
- Feldersatz-Bataillon 114
- Versorgungseinheiten 114